# 名古屋市立鳴海小学校
名古屋市立鳴海小学校（なごやしりつ なるみしょうがっこう）は、愛知県名古屋市緑区鳴海町矢切にある公立小学校。

## 沿革
- 1873年（明治6年） - 鳴海万福寺を仮校舎とし、第二中学区第十四番広道学校が開校[2]。
- 1875年（明治8年） - 下郷次郎八邸に移転[2]。
- 1876年（明治9年） - 成海小学校と改称[2]。
- 1878年（明治11年） - 前之輪分教場を設置[2]。
- 1879年（明治12年） - 西分教場を設置[2]。
- 1882年（明治15年） - 相原分教場を設置[2]。
- 1887年（明治20年） - 鳴海学校と改称[2]。3分教場を廃止し、本町の土居新三郎邸に移転[2]。
- 1889年（明治22年） - 鳴海尋常小学校と改称[2]。
- 1891年（明治24年） - 濃尾地震により校舎損壊[2]。愛知郡鳴海町役場と如意寺で授業を行う[2]。
- 1892年（明治25年） - 現在地に校舎完成[2]。
- 1902年（明治35年） - 高等科を併設、鳴海尋常高等小学校と改称[2]。
- 1907年（明治40年） - 平手分教場を設置[2]。
- 1919年（大正8年） - 実習補習学校を併設[2]。
- 1924年（大正13年） - 東分教場を設置（東丘小学校の前身）[2]。
- 1932年（昭和7年） - 講堂が竣工[2]。
- 1941年（昭和16年） - 鳴海町国民学校と改称[2]。
- 1943年（昭和18年） - 平手分校を設置[2]。
- 1944年（昭和19年） - 岡部長景文部大臣が来校[2]。
- 1947年（昭和22年） - 鳴海町立鳴海小学校と改称[2]。鳴海中学校を併設（翌年に新校舎が竣工し移転）[2]。
- 1948年（昭和23年） - 平手分校を鳴海東部小学校として分離[2]。
- 1953年（昭和28年） - 平子小学校を分離[2]。
- 1956年（昭和31年） - 講堂を鳴海町役場仮庁舎として代用[2]。本館完成[2]。講堂全焼[2]。
- 1957年（昭和32年） - 講堂再建[2]。
- 1959年（昭和34年） - 東分校を東丘小学校として分離[2]。伊勢湾台風により校舎等が罹災[2]。
- 1962年（昭和37年） - 鳴子小学校を分離[2]。
- 1963年（昭和38年） - 愛知郡鳴海町が名古屋市に編入されたのに伴い、名古屋市立鳴海小学校と改称[2]。
- 1967年（昭和42年） - 前之輪分校を設置[2]。
- 1968年（昭和43年） - 前之輪分校を緑小学校として分離[2]。
- 1969年（昭和44年） - 片平分校を設置[2]。
- 1970年（昭和45年） - 分校を片平小学校として分離[2]。
- 1973年（昭和48年） - 開学100周年記念式典を挙行。旭出分校を設置[2]。
- 1974年（昭和49年） - 分校を旭出小学校として分離[2]。
- 1979年（昭和54年） - 校区の一部を相原小学校として分離[2]。
- 1980年（昭和55年） - 体育館兼講堂が竣工[2]。
- 1981年（昭和56年） - 本館改築工事が完工[2]。

## 通学区域
- 名古屋市緑区鳴海町
  - 相原町、雷、石畑、上中町、会下、扇川堤塘、乙子山（一部）、片坂、上汐田、上汐田堤塘、栢木、北浦（一部）、作町、下中、下拾貫目堤塘、宿地（一部）、城、善明寺、砦、根古屋、白山、花井町、平部、文木（一部）、本町、三皿、向田、最中堤塘、矢切、柳長、薬師山

- 名古屋市緑区
  - 浦里5丁目、曽根1丁目、六田1丁目

※ 卒業生は基本的に名古屋市立鳴海中学校へ進学する。

## 周辺
- 扇川
- 鳴海城跡
- 善照寺砦公園
- 旧東海道鳴海宿
- 旧東海道中嶋橋

## 交通アクセス
- 名鉄名古屋本線 鳴海駅から北東へ600m
- 名古屋市営バス 鳴海小学校にて下車
- 愛知県道36号諸輪名古屋線沿い

## 著名な卒業生
- 田山涼成（俳優）